# Jacob Katonon
Jacob Katonon (né le 5 octobre 1969) est un athlète kényan, spécialiste du triple saut et du saut en longueur.

## Biographie
Il détient les records du Kenya du triple saut (17,12 m, 1996), du saut en longueur (8,12 m, 1995) et du saut en hauteur (2,24 m, 1992). Il remporte huit titres nationaux dans ces trois disciplines.
En 1995, lors des Jeux africains à Harare au Zimbabwe, il remporte la médaille d'or du triple saut et la médaille de bronze au saut en longueur. Il participe aux championnats du monde de 1995 et aux Jeux olympiques de 1996 mais ne franchit pas le cap des qualifications du concours du triple saut.

### Palmarès
| Date | Compétition    | Lieu   | Résultat | Épreuve          | Performance |
| ---- | -------------- | ------ | -------- | ---------------- | ----------- |
| 1995 | Jeux africains | Harare | 1er      | Triple saut      | 16,93 m     |
| 1995 | Jeux africains | Harare | 3e       | Saut en longueur | 7,80 m      |

### Records
| Épreuve          | Performance | Lieu         | Date              |
| ---------------- | ----------- | ------------ | ----------------- |
| Triple saut      | 17,12 m     | Nairobi      | 27 juin 1996      |
| Saut en longueur | 8,12 m      | Johannesburg | 23 septembre 1995 |
| Saut en hauteur  | 2,24 m      | Nairobi      | 1er juillet 1992  |